# MAD-Gesetz
Das MAD-Gesetz (MADG) regelt die Aufgaben und die Rechtsstellung des Militärischen Abschirmdienstes (MAD) sowie die Zusammenarbeit des MAD mit den zivilen Verfassungsschutzbehörden in Deutschland.

## Inhalt
Aufgabe des MAD ist gem. § 1 Abs. 1 MADG die Sammlung und Auswertung von Informationen über Bestrebungen, die gegen die freiheitliche demokratische Grundordnung, den Bestand oder die Sicherheit des Bundes oder eines Landes gerichtet sind, sowie über sicherheitsgefährdende oder geheimdienstliche Tätigkeiten im Geltungsbereich dieses Gesetzes für eine fremde Macht, wenn sich diese Bestrebungen oder Tätigkeiten gegen Personen, Dienststellen oder Einrichtungen im Geschäftsbereich des Bundesministeriums der Verteidigung richten und von Personen ausgehen oder ausgehen sollen, die diesem Geschäftsbereich angehören oder in ihm tätig sind. Der Bundeswehrbezug muss also sowohl auf der Täter- als auch auf der Schutzgutseite gegeben sein. Nicht beschränkt ist der MAD auf Tätigkeiten innerhalb der Bundeswehr-Liegenschaften (sogenannte „Kasernenhoftheorie“).
Das MAD-Gesetz verweist häufig auf die Regelungen des Bundesverfassungsschutzgesetzes, dessen Regelungen entsprechend anzuwenden sind.

## Geschichte
Beim Inkrafttreten des MAD-Gesetzes existierte der MAD schon 34 Jahre. Bis dahin waren seine Aufgaben und Befugnisse direkt aus dem Grundgesetz abgeleitet worden, nach dem der Bund Streitkräfte zur Verteidigung aufstellt (Art. 87a Abs. 1 Satz 1 GG). Der Sicherung der Einsatzbereitschaft der Streitkräfte hatte das Bundesverfassungsgericht Verfassungsrang zuerkannt. Als Beitrag zu dieser hatte der Bundesminister der Verteidigung aufgrund der ihm nach Art. 65a GG zustehenden Organisationsgewalt den MAD 1956 errichtet. Der Zudem galt die sogenannte „Blumenstraußtheorie“, nach der durch verschiedene Willensäußerungen des Gesetzgebers Eingriffsermächtigungen abgeleitet wurden. So wurde das Amt für Sicherheit der Bundeswehr, welches die Zentrale des MAD war, im Artikel 10-Gesetz von 1968 ermächtigt, Eingriffe in das Brief-, Post- und Fernmeldegeheimnis vorzunehmen. Die Aufgaben und Befugnisse wurden zudem in einer „Zentralen Weisung“ geregelt. Bereits im Jahr 1978 gab Joachim Hiehle, Staatssekretär im Bundesministerium der Verteidigung (BMVg), den Auftrag, einen MAD-Gesetzesentwurf zu erarbeiten. Eine weitere Initiative erfolgte im Jahr 1982, als das BMVg versuchte, der Novelle des Bundesverfassungsschutzgesetzes eine Rechtsgrundlage für den MAD hinzuzufügen. Das Volkszählungsurteil des Bundesverfassungsgerichtes brachte den Gesetzesvorgang letztlich in die entscheidende Bewegung, auch wenn noch Jahre vergehen sollten. Der spätere MAD-Präsident Rudolf von Hoegen urteilte rückblickend: „Der Glanz der Zentralen Weisung als Gesetzessurrogat verblasst und der Blumenstrauß als quasi Gesetzesgrundlage verwelkt.“ Klaus Dau, damals Ministerialrat und Referatsleiter im BMVg, legte am 17. April 1984 einen Gesetzesentwurf von zwei knappen Seiten und sechs Paragraphen vor. Der Entwurf sollte Grundlage für spätere Entwürfe werden. Am 29. Januar 1986 wurde ein Gesetzesentwurf vom Bundeskabinett verabschiedet, konnte aber in der 10. Legislaturperiode des Deutschen Bundestages, die am 18. Februar des Folgejahres endete, nicht mehr verabschiedet werden. Ein erneuter Gesetzesentwurf wurde im April 1989 ins Parlament eingebracht. Die Beschlussempfehlung und Bericht des federführenden Innenausschusses folgte am 29. Mai 1990.
Das MAD-Gesetz wurde als Art. 3 des Artikelgesetzes „Gesetz zur Fortentwicklung der Datenverarbeitung und des Datenschutzes“ vom 20. Dezember 1990 neben einer Novelle des Bundesdatenschutzgesetzes und des Bundesverfassungsschutzgesetzes sowie dem neu geschaffenen BND-Gesetz verabschiedet. Damit waren Aufgaben und Befugnisse des MAD erstmals gesetzlich normiert. Neben der datenschutzrechtlichen Notwendigkeit infolge des Volkszählungsurteils war das MAD-Gesetz auch eine Reaktion auf zahlreiche Abhörskandale. Der erste in den Bundestag eingebrachte Entwurf war vom 17. April 1986.